# Застава Чада
Застава Чада је настала 6. новембра 1959. Састоји се од три једнака вертикална поља плаве, жуте и црвене боје. Ове боје представљају комбинацију боја са Франциске заставе са пан-афричким бојама. 
Застава је се чини идентичном застави Румуније што је довело до мањих компликација.
Заставе су исте још од 1989. године када је комунистички грб склоњен са заставе Румуније. Иако се заставе чине истим неки стручњаци кажу да је нијанса плаве другачија, наиме да Румунија на својој застави има светлију нијансу. 
Тврди се да је због овога настао спор јер је Румунија започела регистрацију коју води Светска Интелектуална Имовинска Организација (World Intellectual Property Organisation) која региструје државне симболе, званичне ознаке земље и печате, а Чад је позвао УН да разјасни и реше ову ситуацију. Званичних потврда о овоме нема.